# Un uomo da bruciare (film)
Un uomo da bruciare è un film del 1962, il primo film diretto da Valentino Orsini insieme ai fratelli Taviani, liberamente ispirato alla vita del sindacalista socialista Salvatore Carnevale.

## Trama
Salvatore torna nella sua Sicilia e cerca di organizzare le lotte sociali dei lavoratori ma si scontra con gli interessi dei mafiosi.

## Produzione
Collaborò, in qualità di aiuto regista, Franco Taviani.

## Colonna sonora
- Un domani per noi, cantata da Carmen Villani

## Critica
«centrato sul confronto-scontro tra singolo e gruppo, il film... "riafferma, in quegli anni pacificatori, la necessità della violenza rivoluzionaria" e dimostra la scelta dei registi di superare il neorealismo introducendo nella narrazione elementi di riflessione politica ed esistenziale... recitazione teatralmente accentuata di Volonté. Premio della critica alla mostra di Venezia, in un periodo nel quale l'impegno politico non era tanto di moda.» **½